# 포리스트힐스 (퀸스)

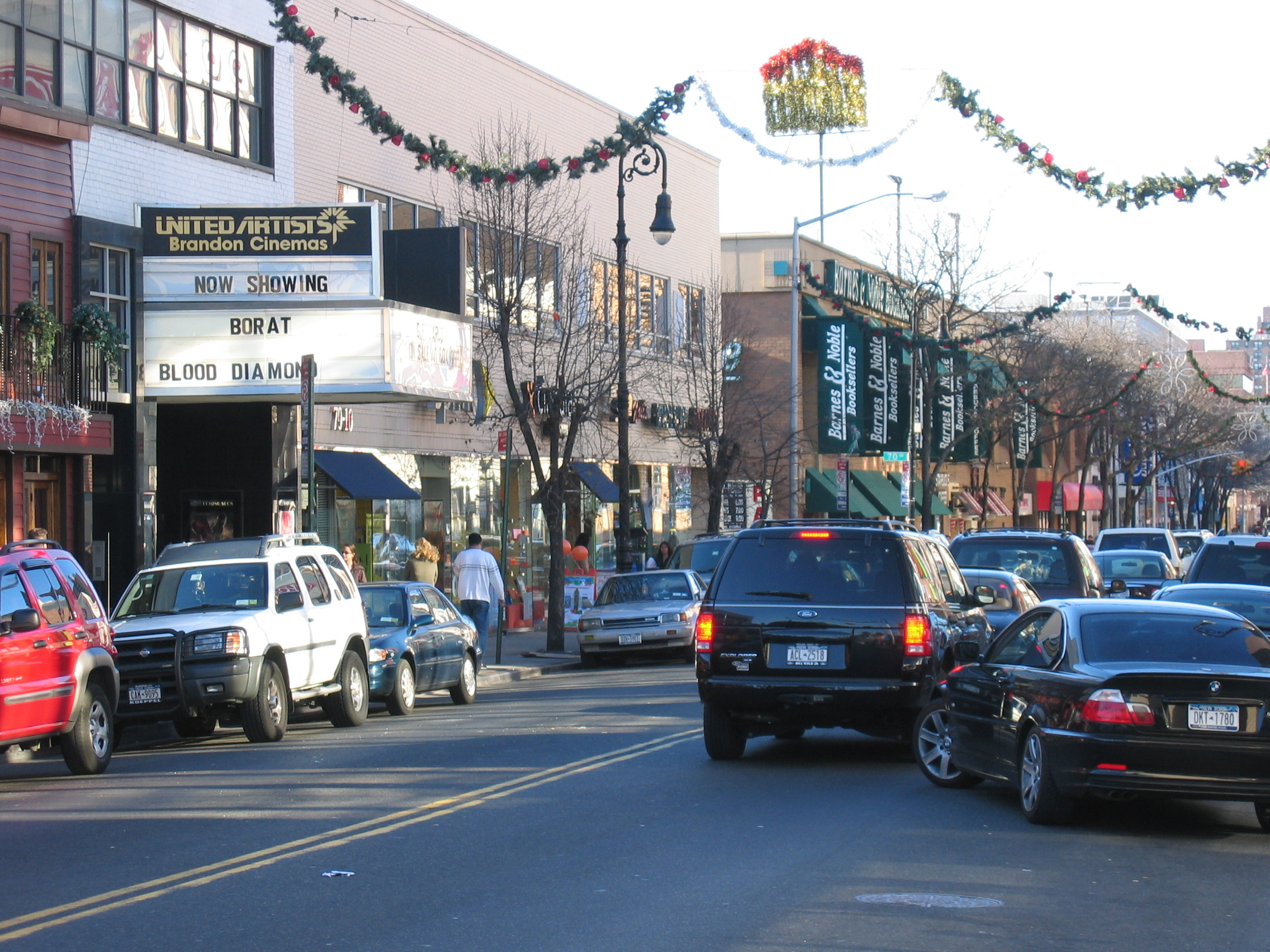
포리스트힐스

포리스트힐스(Forest Hills)는 미국 뉴욕 퀸스의 한 지역이다. 인구는 66,307명으로, 역사적으로 유대인들이 많이 거주하는 지역이다.